# Mitsubishi 1MF10
Il Mitsubishi 1MF10, identificato anche come Caccia Imbarcato Sperimentale Mitsubishi 7-Shi in base a un diverso sistema di designazione, fu un aereo da caccia imbarcato monomotore, monoposto e monoplano, sviluppato dall'azienda aeronautica giapponese Mitsubishi negli anni trenta e rimasto allo stadio di prototipo.
Realizzato in due esemplari destinati a prove di valutazione per la Marina imperiale giapponese, entrambi andarono distrutti durante i test di volo e la produzione non ebbe seguito.

## Storia del progetto
Nell'aprile del 1932, la Marina imperiale giapponese emise una specifica per la fornitura di un nuovo modello di caccia imbarcato che andasse a rimpiazzare il Nakajima A2N, chiedendo un progetto sia alla Mitsubishi che alla Nakajima Hikōki. A differenza del biplano che avrebbe rimpiazzato, entrambi i concorrenti presentarono dei monoplani; la Nakajima presentò una versione del suo caccia ad ala alta a parasole Type 91, già in produzione per l'esercito giapponese. La Mitsubishi affidò il design di questo progetto ad una squadra guidata da Jirō Horikoshi, che creò il primo monoplano giapponese ad ala bassa controventata: il Mitsubishi 1MF10.
L'1MF10 fu costruito completamente in metallo, con una fusoliera monoscocca e la struttura alare in duralluminio, le ali ricoperte di tessuto ed un cockpit aperto. L'aereo era spinto da un motore radiale Mitsubishi A4 da 14 cilindri disposti su due file che azionava un'elica bipala. Aveva un carrello di atterraggio convenzionale di tipo fisso integrato da ruotino di coda.